# Tethina marmorata
Tethina marmorata is een vliegensoort uit de familie van de Canacidae. De wetenschappelijke naam van de soort is voor het eerst geldig gepubliceerd in 1908 door Becker.